# Trochosa wuchangensis
Trochosa wuchangensis este o specie de păianjeni din genul Trochosa, familia Lycosidae. A fost descrisă pentru prima dată de Schenkel, 1963. Conform Catalogue of Life specia Trochosa wuchangensis nu are subspecii cunoscute.